# مايكل روبرتسون
مايكل روبرتسون (بالإنجليزية: Michael Robertson)‏ هو شخصية أعمال وعالم حاسوب ومهندس أمريكي، ولد في 1967 في الولايات المتحدة.